# Syritta bulbulus
Syritta bulbulus är en tvåvingeart som beskrevs av Speiser 1913. Syritta bulbulus ingår i släktet kompostblomflugor, och familjen blomflugor.
Artens utbredningsområde är Kongo. Inga underarter finns listade i Catalogue of Life.